# August Leonhardi

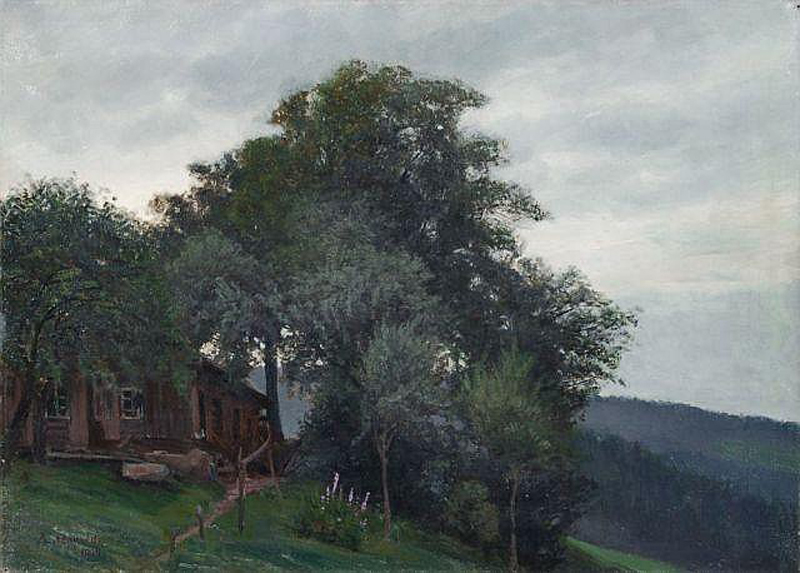
Sommerabend (1910)

August Leonhardi (vollständig August Wolfram Christian Leonhardi, * 10. Juni 1867 in Loschwitz; † 2. Februar 1931 ebenda) war ein deutscher Landschaftsmaler.

## Leben

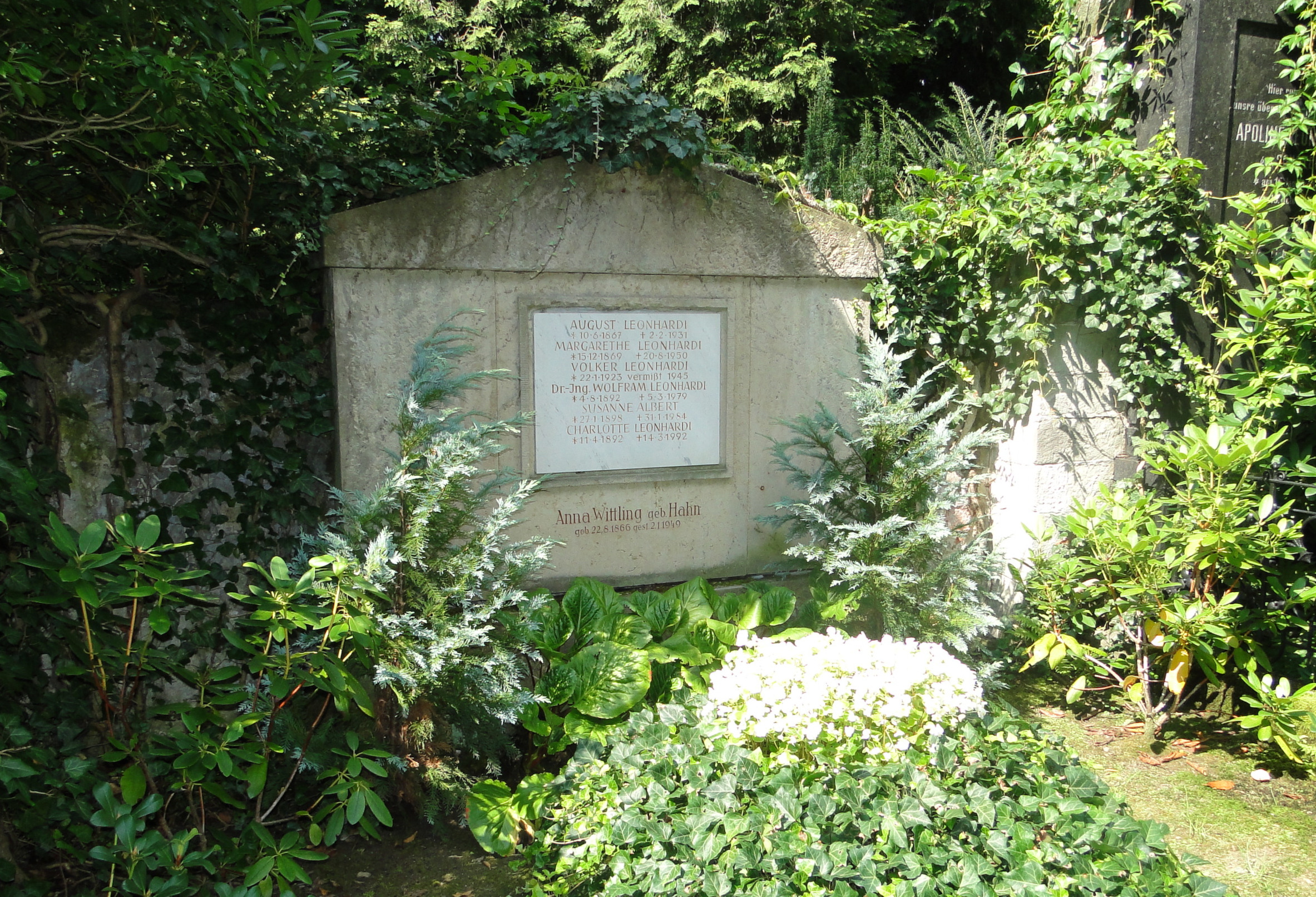
Grab von August Leonhardi

August Leonhardi war Sohn des Malers Eduard Leonhardi (1828–1905) und Enkel des Dresdner Tintenfabrikanten August Leonhardi (1805–1865). Nach dem ersten Malunterricht bei seinem Vater  studierte er von 1885 bis 1886 an der Kunstakademie Dresden. Danach bildete er sich weiter bei August Fink und Karl Raupp in München, wurde jedoch nicht in das Matrikelbuch der Münchner Akademie eingetragen.
Leonhardi beschickte ab 1889 Ausstellungen, wurde Mitglied der Münchner Künstlergenossenschaft, Mitglied im Reichsverband Bildender Künstler Deutschlands und in der Allgemeinen Deutschen Kunstgenossenschaft sowie der Dresdner Kunstgenossenschaft. Er wurde auch um 1888 Mitglied der „Münchner Mittwochsgesellschaft“ um den Münchner Verleger Hugo Bruckmann.
Leonhardi war bis 1897 in München, danach in Blasewitz bei Dresden und später in Dresden-Loschwitz tätig. Er unternahm Studienreisen nach der Rhön, nach Böhmen, dem Riesengebirge und der Umgebung von Dresden. Leonhardi verstarb 1931 in Loschwitz; sein Grab befindet sich auf dem Loschwitzer Friedhof.